# Val Liona
Val Liona är en kommun i provinsen Vicenza i regionen Veneto i Italien. Kommunen hade 3 083 invånare (2018).
Kommunen bildades den 17 februari 2017 när de tidigare kommunerna Grancona och San Germano dei Berici slogs smamman.